# Wiardus Modderman

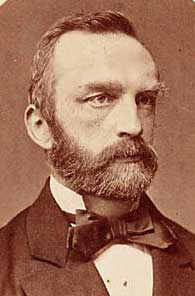
Wiardus Modderman (1838-1882).

Wiardus Modderman (Groningen, 21 augustus 1838 - aldaar, 19 maart 1882) was een Nederlands hoogleraar Romeins recht.
Wiardus Modderman, jongste zoon uit het tweede huwelijk van de Groninger advocaat en politicus Antonius Modderman met Anna Hermanna de Ranitz, koos, evenals veel van zijn verwanten, voor een juridische loopbaan. Van 1867 tot het jaar van zijn overlijden 1882 was hij hoogleraar Romeins recht aan de universiteit van Groningen. Hij publiceerde een driedelig handboek voor het Romeins recht. Ook na zijn overlijden werden er nieuwe drukken van dit handboek uitgegeven onder verantwoordelijkheid van Hendrik Lodewijk Drucker (1857-1917) en Paul August Tichelaar (1861-1913).
Wiardus Modderman was een halfbroer van de burgemeester van Groningen Sebastiaan Matheüs Sigismund Modderman.